# ألفونسو إتش. لوبيز
ألفونسو إتش. لوبيز هو سياسي أمريكي، ولد في 28 يوليو 1970 في ويليامسبورت في الولايات المتحدة. نشط حزبياً في الحزب الديمقراطي. وقد انتخب عضو مجلس نواب فرجينيا ‏ عن دائرة Virginia's 49th House of Delegates district ‏.